# Burlington (hrabstwo Walworth)
Burlington – miasto (city) w Stanach Zjednoczonych, w stanie Wisconsin, w hrabstwie Walworth.